# Fernando Viana
Fernando Viana Jardim Silva (Brazíliaváros, 1992. február 20. –) brazil labdarúgó, a Police Tero játékosa, csatár.

## Pályafutása
2012 és 2016 között a brazil Joinville EC labdarúgója volt, 2014-ben brazil másodosztályú bajnoki címet szerzett. 2017-ben leigazolta őt a bolgár élvonalbeli Botev Plovdiv csapata, mellyel bolgár kupát és szuperkupát nyert 2017-ben. 2018 és 2019 között az Emírségek-beli Al Dhafraban, majd a dél-koreai másodosztályban szereplő Szuvonban futballozott. 2019 őszén ismét a Botev Plovdiv játékosa lett, tizennégy bajnoki mérkőzésen négy gólt szerzett, és Bolgár Kupát, valamint Szuperkupát nyert a csapattal. 2020 januárjában leigazolta őt a magyar élvonalbeli Kisvárda csapata. A 2020–2021-es szezonban 27 mérkőzésen négy gólt szerzett és öt gólpasszt adott csapattársainak. 2021 júniusában az Újpest szerződtette.

## Sikerei, díjai
Joinville
- Série B: 2014

 Botev Plovdiv
- Bolgár kupa: 2017
- Bolgár szuperkupa: 2017